# Équitation aux Jeux africains de 2007
Navigation
2019
Les compétitions d'équitation aux Jeux africains de 2007 ont lieu du 14 au 21 juillet 2007 à Alger, en Algérie. 

## Médaillés
| Endurance individuelle        | Karim Djebli (ALG)                                                                                     | Abderrahmane Saïdi (ALG)                                                                                           | Khaled Terhoun (LBA)                                                                      |  |  |  |
| Endurance par équipes,        | Algérie Karim Djebli Ahmed Fayed Mohamed Rabei Rafik Bedidi                                            | Afrique du Sud Carrie van Niekerk Naomi Muller Thia Van Niekerk Willa Botland                                      | Libye                                                                                     |  |  |  |
|                               | | |                                                                                           |  |  |  |
| Saut d'obstacles individuel   | Amar Aït Lounis (ALG)                                                                                  | Mohamed Amine Hadjadjen (ALG)                                                                                      | Abdelmadjid Abdelatif Abu Shkiwa (LBA)                                                    |  |  |  |
| Saut d'obstacles par équipes, | Algérie Bouabdellah Oukil Abdelkader Benharrats Mohamed Amine Hadjadjen Amar Aït Lounis Ahmed Derouche | Libye Abdulfattah Mletan Abdelmadjid Abdelatif Abu Shkiwa Ashraf Al Ashael Mohamed Al Ashael Tarek Abdelkader Sbei | Afrique du Sud Bongani Ncube Jonathan Clarke Robert Alexander Tracey Cockbain Tracy Davis |  |  |  |

## Tableau des médailles
| Rang  | Nation         | Or | Argent | Bronze | Total |
| ----- | -------------- | -- | ------ | ------ | ----- |
| 1     | Algérie        | 4  | 2      | 0      | 6     |
| 2     | Libye          | 0  | 1      | 3      | 4     |
| 3     | Afrique du Sud | 0  | 1      | 1      | 2     |
| Total | Total          | 4  | 4      | 4      | 12    |